# Sam, je suis Sam
Pour plus de détails, voir Fiche technique et Distribution.
Sam, je suis Sam ou Je suis Sam au Québec (I Am Sam) est un film américain réalisé par Jessie Nelson, sorti en 2001.
À sa sortie, le film reçoit des avis assez négatifs de la part des critiques. Il rapporte plus de 97 millions de dollars au box-office, contre un budget de production de 22 millions de dollars. Pour son rôle de Sam, Sean Penn est nommé pour l'Oscar du meilleur acteur à la 74e cérémonie des Oscars en 2002. Le film lance également la carrière de l'actrice Dakota Fanning, qui a alors sept ans et n'a joué auparavant que deux petits rôles au cinéma. Elle devient la plus jeune actrice à être nommée pour un Screen Actors Guild Awards.

## Synopsis
En 1993, Samuel Dawson, un employé de Starbucks ayant une déficience intellectuelle (avec des traits autistiques), devient le père célibataire de Lucy Diamond Dawson, du nom de la chanson des Beatles Lucy in the Sky with Diamonds, à la suite de son abandon par sa mère, une SDF avec qui Sam eut une relation sexuelle.
Sam est bien adapté à la société et a un groupe d'amis handicapés qui le soutiennent, ainsi qu'une gentille voisine, Annie, qui prend soin de Lucy quand Sam ne le peut pas. Près de sept ans plus tard, en 2001, Sam offre un lieu d'amour à la précoce Lucy, bien qu'elle dépasse rapidement ses capacités mentales et ses capacités. Les autres l'intimident parce qu'elle a un père handicapé intellectuel, et elle devient trop gênée pour accepter qu'elle est plus avancée que lui. En danger de perdre la garde de ses enfants, Sam reçoit des conseils de ses amis et engage également une avocate, Rita Harrison, dont l'absorption dans son travail et la négligence de son fils la révèlent également aux prises avec son rôle de parent. Dans une tentative de prouver qu'elle n'a pas froid, Rita accepte de prendre en charge le cas de Sam pro bono.
Alors qu'ils travaillent pour garantir les droits de Sam, Sam aide Rita à revoir sa propre vie. Cela comprend l'encourager à quitter son mari coureur de jupons et à réparer sa relation agitée avec son fils.
Au procès, sous la pression du procureur, Sam s'effondre après avoir été convaincu qu'il n'est pas capable d'élever Lucy. Par la suite, elle réside dans une famille d'accueil avec Miranda « Randy » Carpenter, mais tente de convaincre Sam de l'aider à s'enfuir. Sam déménage pour être près de Lucy, alors elle part continuellement au milieu de la nuit pour se rendre à son appartement, bien qu'il la ramène immédiatement.
Les parents adoptifs, cependant, décident de ne pas l'adopter comme ils l'avaient prévu et la rendent à Sam. Randy lui assure qu'elle dira au juge qu'il est le meilleur parent pour Lucy. À son tour, Sam demande à Randy si elle l'aidera à élever Lucy car il sent qu'elle a besoin d'une figure maternelle.
La scène finale représente un match de football, auquel Sam arbitre et Lucy participe en tant que joueuse. L'ancienne famille d'accueil de Lucy, le groupe d'amis de Sam et une Rita nouvellement célibataire avec son fils sont présents.

## Fiche technique
- Titre original : I Am Sam
- Titre français : Sam, je suis Sam
- Titre québécois : Je suis Sam
- Réalisation : Jessie Nelson
- Scénario : Kristine Johnson, Jessie Nelson
- Production : Jessie Nelson, Richard Solomon, Marshall Herskovitz, Edward Zwick
- Producteurs exécutifs : Claire Rudnick Polstein, Michael De Luca, David Scott Rubin
- Co-production : Barbara A. Hall
- Société de production : New Line Cinema
- Budget : 22 millions de dollars
- Musique : John Powell (additionnel : Gavin Greenaway, Heitor Pereira), The Beatles, John Lennon, Paul McCartney
- Directeur de la photographie : Elliot Davis
- Montage : Richard Chew
- Décors : Aaron Osborne
- Costumes : Susie Desanto
- Pays de production : États-Unis
- Format : Couleurs - 1,85:1 - DTS / Dolby Digital / SDDS - 35 mm
- Genre : drame
- Durée : 132 minutes
- Dates de sortie : 
  - États-Unis :3 décembre 2001 (première)
  - États-Unis : 25 janvier 2002
  - France : 30 avril 2002
  - Belgique : 1er mai 2002

## Distribution
- Sean Penn (VF : Emmanuel Karsen et VQ : Sébastien Dhavernas) : Sam Dawson
- Michelle Pfeiffer (VF : Emmanuelle Bondeville et VQ : Élise Bertrand[1]) : Rita Harrison Williams
- Dakota Fanning (VF : Florine Orphelin et VQ : Claudia-Laurie Corbeil) : Lucy Diamond Dawson
- Elle Fanning : Lucy Diamond Dawson (à 3 ans)
- Dianne Wiest : Annie Cassell
- Loretta Devine : Margaret Calgrove
- Richard Schiff (VF : Hervé Jolly et VQ: Marc Bellier) : Mr Turner
- Laura Dern (VF : Martine Meiraghe et VQ : Nathalie Coupal) : Randy Carpenter
- Brad Silverman : Brad
- Joseph Rosenberg : Joe
- Stanley DeSantis (VQ : Mario Desmarais) : Robert
- Doug Hutchison (VF : Christian Peythieu et VQ: Patrice Dubois) : Ifty
- Rosalind Chao : Lily
- Ken Jenkins : juge Philip McNeily
- Wendy Phillips : Mlle Wright
- Mason Lucero : Conner Rhodes
- Roma Maffia : juge des familles
- Kimberly Scott : Gertie
- Eileen Ryan : Estelle
- Mary Steenburgen : Dr. Blake
- Marin Hinkle : Patricia

## Distinctions

### Récompenses
- Critics' Choice Awards 2002 : Meilleur espoir (Dakota Fanning)
- Golden Satellite Awards 2002 : Révélation de l'année (Dakota Fanning)
- Las Vegas Film Critics Society Awards : Meilleure jeune actrice (Dakota Fanning)
- Young Artist Awards : Meilleure prestation dans un film pour une actrice âgée de 10 ans ou moins (Dakota Fanning)

### Nominations
- Oscars 2002 : Meilleur acteur (Sean Penn)
- Grammy Awards 2003 : Meilleure bande originale de film

## Production

### Musique
La bande-originale est composée entièrement de chanson des Beatles. Pour travailler son personnage, Sean Penn a passé plusieurs jours au L.A. Goal de Los Angeles, un centre d'accueil pour personnes vivant avec une déficience intellectuelle. La réalisatrice Jessie Nelson et sa scénariste Kristine Johnson se rendirent compte que la majorité des handicapés avaient une grande admiration pour les Beatles et optèrent pour une bande sonore uniquement composée de chansons du célèbre groupe anglais. Toutefois, les droits pour utiliser les chansons des Beatles détenues par Michael Jackson, auraient coûté autant que le budget du film lui-même. Il fut donc décidé de faire interpréter chacune d'elles par différents artistes tels que Rufus Wainwright, The Black Crowes, Grandaddy, Sarah McLachlan, Eddie Vedder, Ben Harper, Nick Caveou Sheryl Crow. Ces différents morceaux conservent le même tempo que ceux d'origine.
| 1.  | Two of Us                         | 3:30 |
| 2.  | Blackbird                         | 2:21 |
| 3.  | Across the Universe               | 4:08 |
| 4.  | I'm Looking Through You           | 2:39 |
| 5.  | You've Got to Hide Your Love Away | 2:09 |
| 6.  | Strawberry Fields Forever         | 4:26 |
| 7.  | Mother Nature's Son               | 2:42 |
| 8.  | Golden Slumbers                   | 1:41 |
| 9.  | I'm Only Sleeping                 | 3:05 |
| 10. | Don't Let Me Down                 | 4:08 |
| 11. | Lucy in the Sky with Diamonds     | 3:50 |
| 12. | Julia                             | 4:34 |
| 13. | We Can Work It Out                | 2:15 |
| 14. | Help!                             | 3:33 |
| 15. | Nowhere Man                       | 3:29 |
| 16. | Revolution                        | 3:02 |
| 17. | Let It Be                         | 3:30 |

## Autour du film